# Edmund Castell
Edmund Castell (1606-1685) var en engelsk orientalist. 
Castell var verksam som medarbetare vid utarbetandet av Waltons Bibelpolyglott, som utkom 1657 i London, och författade som tillägg till detta arbete Lexicon heptaglotton, som utgavs 1669 i London, och som innehåller en hebreisk, arameisk, syrisk, samaritansk, etiopisk, arabisk och persisk ordbok. Han arbetade med detta i 17 år, minst 16 timmar om dagen, och använde hela sin formögenhet, 12 000 pund vilket till slut gjorde att han sattes i gäldstuga. Det lyckades honom att med orientaliska verser på sju språk till kungens ära vinna Karl II:s bevågenhet, med resultatet att det åt Castell upprättades en professur i arabiska i Cambridge. Då ett stort antal av exemplar av verket hade förstörts i branden 1666 (tillsammans med flera värdefulla handskrifter som tillhörde Castell), och detta hade blivit en raritet, utgav J.D. Michaelis den syriska delen (Göttingen 1788 i två band) och fick den hebreiska delen utgiven genom Trier (Göttingen 1790-1792).